# Fàbrica (Sant Feliu de Llobregat)
La Fàbrica és una obra de Sant Feliu de Llobregat (Baix Llobregat) inclosa a l'Inventari del Patrimoni Arquitectònic de Catalunya.

## Descripció
Edifici que, de planta rectangular, i sostre a dues vessants reformat (ara amb coberta de fibrociment) presenta, a la part frontal una estructura -sembla que adossat posteriorment-, i finestres rectangulars, separades a la mateixa distància, a les bandes llargues de l'edifici, mentre a la façana principal s'obren cinc finestres dins d'un arc rebaixat.

## Història
Pertany al moment de creixement industrial de Sant Feliu.